# 浅草お茶の間寄席
浅草お茶の間寄席（あさくさおちゃのまよせ）は千葉テレビ放送（チバテレ）で放送されている演芸番組で、浅草演芸ホールでの「落語協会」「落語芸術協会」の演芸（主に落語）を収録し放送している番組である。

## 概要
定席の寄席である「浅草演芸ホール」での「落語協会」「落語芸術協会」の興行の演芸を収録をして放送する番組で、毎週放送されるレギュラー番組としては唯一である。関西では上方落語を披露する番組がいくつか放送されているが（『上方落語の会』（NHK大阪放送局）など）、関東地方で地上波で落語を定期的に放送している番組は当番組が唯一である。番組表などでは「浅草演芸ホールより中継」等と紹介されており、あたかも「中継番組（中継収録）」であるかの様に紹介されている事もあるが、生中継はされておらず、VTR収録である。
一回の放送につき二〜三席程度を基本的には収録時のまま放送する。まれに、一部編集でカットされて放送される事もある。
一席の放送時間は、テレビ番組としての特別な高座の時間ではなく通常の寄席興行の高座の時間である。主任以外の場合は、10分〜15分程度、主任などの場合は20分〜30分程度。番組収録時の寄席興行での状況により異なる。
番組自体の司会者は存在しない。番組放送初期から「案内役（人）」としての番組出演者はいるが、毎週の出演ではなく不定期での出演。番組冒頭等に出演して挨拶をしたり、番組中での「ミニコーナー」で、当日に番組中に高座の模様が放送される噺家への「インタビュー」や、浅草付近の「お店紹介」等が放送がされる。近年は、番組冒頭での案内人の挨拶は少ない。
番組の放送フォーマットも不定で、いくつかのパターンがあり、落語等の高座の模様だけの放送回もある。
2006年よりは、番組公式ウェブサイトも設置され、放送予定等も公開されている。2008年年末頃よりは、番組ホームページをリニューアルし「ミニコーナー」の紹介等も掲載している。
2010年7月5日放送分よりハイビジョン制作に移行。
番組開始当初より、月曜19:00放送を続けていた。2013年4月の番組改編で平日17:00 - 19:30を子供向け番組（アニメや『チュバチュバワンダーランド』）に統一することになったため、日曜18:05に枠移動することになった。なお、毎年7月の全国高等学校野球選手権千葉大会開催時期は、18:30より応援番組（『速報!今日の高校野球』→『高校野球全力応援TV ガチファン』）を放送するため、当番組は放送時間変更ないし休止となる（2016年以降は、基本的に休止としている）。
開始時期は不明であるが、火曜20:00枠にて再放送が行われ（2020年3月現在）、2022年4月以降は土曜18:00枠に移動している。

## オープニング・エンディング
- オープニング

番組テーマ音楽（曲名不明）と共に、漫画家のさとう有作が描いた、落語の噺の中に登場してきそうなイメージの漫画風イラストをバックに、提供スポンサーのインポーズ。
2008年1月28日（チバテレビ初回放送時）の放送200回より、提供スポンサーのインポーズ前に、当日放送される「演者名、演目名」が表示される様になった。
- エンディング

オープニングと、ほぼ同じで、提供スポンサーのインポーズ後、最後に番組制作クレジットが挿入される。
番組制作クレジットは、「協力：（社）落語協会 （社）落語芸術協会 浅草演芸ホール 画：さとう有作 制作・著作：チバテレ」。
2007年春頃からは、番組制作スタッフの表示もされる様になった。
2012年頃からは、現代においては不適切な表現であっても、（噺の舞台となる）時代背景やオリジナリティを考慮し、そのまま放送した旨が表記されている。

## 収録
高座の模様は、浅草演芸ホールでの「落語協会」「落語芸術協会」両協会の芝居を収録。収録は放送の1〜2ヶ月位前に行われ、番組収録時には浅草演芸ホールの入り口には「収録中」の案内もされている。また、放送される高座中のマクラ部分に「今日は、テレビカメラが入っていて、千葉テレビの収録をしています」などとしゃべる噺家もいる。

## 案内役（人）
番組放送開始当初から司会者としての出演者はおらず、番組放送開始後暫くしてから、毎週の出演ではなく不定期で、案内役（人）という形でフリーアナウンサーの小笠原聖が出演し、番組冒頭等に挨拶をしたり（挨拶を交えて一人コント風な事も演じたり）、番組途中での「噺家へのインタビュー」「お店紹介」等のミニコーナーを担当し、番組放送初期から頻繁に出演。番組エンディング前に、次週放送の予告や、プレゼント紹介なども行われた時期もある。2007年にも時折出演していた。
小笠原が案内役で出演時、オープニング音楽前等に短い挨拶をし最後で発する決めセリフは、「それでは お茶の間寄席 開演です！」と、顔の横に左手手の平を縦に差し出すポーズ（中途半端な空手チョップの様な格好）をし、その後オープニングが流された。インタビューが番組冒頭にあった時には、インタビューに出演の噺家も一緒に「決めセリフ」をさせられていた事もあった。番組途中にインタビューがあった時にも同様に「それでは、高座の模様をどうぞ！」と噺家も一緒にポーズさせられていた事もあった。インタビュー後に、インタビューに出演した演者の高座の模様が放送された。
2006年10月終わり頃より、落語家の桂歌春の長女で、自称「ラクドル（落ドル）」の、タレントの田代沙織が案内役（人）として登場し、ミニコーナーの「お店紹介」を担当し、2007年からは「お店紹介」で頻繁に出演し、その後レギュラーに。田代が噺家への「インタビュー」等を担当する時には、毎回、自作の「歌春メモ」と称するメモを参照し、インタビューする。なお、2020年1月から3月にかけては田代の産休に伴い、チバテレアナウンサーの泉水はる佳が案内人の代役を担当した。その代役期間中である2020年3月22日放送で、同年に六代目を襲名した神田伯山（前名：神田松之丞）の特集を組んだ際も、泉水アナが案内人を務めた。
田代がミニコーナーでのインタビュー等を担当時に、出演の噺家には、「大きくなったね」「綺麗になっちゃって」等と、父親を通じての幼い頃からの顔見知りの噺家等（主に、落語芸術協会の噺家が出演時）には言われる事も多い。又、「歌春師匠の娘さんなんだって？」と、驚かれる事を楽しみにもしている。
田代がミニコーナーの担当時には、「沙織のお中入り」「お中入りのコーナー」等と紹介する事もある。
チバテレでの「番組スポットCM」にも小笠原聖と田代沙織が それぞれで出演。過去には、小笠原と2代目古今亭寿輔の共演バージョン等もあった。2007以降の「番組スポットCM」には、田代が出演し、年に数バージョンを放送している。殆どの場合、田代がなぞかけを披露するものである。現在でも時折、古いバージョンも放送される事もある。また、二席目で出演することが多いぴろき、ナイツ、ロケット団等と共演するCMもある。

## 出演者
- 「落語協会」「落語芸術協会」所属の、テレビ・ラジオ等のマスコミでもお馴染みの噺家から、滅多にメディアに登場しない噺家まで多数出演している。
- それぞれ協会ごとに放送し、約1カ月程度（4〜5回放送程度）で交替で放送。ごく稀に番組の都合で「落語協会」「落語芸術協会」所属の噺家の高座の模様を混合で放送する事があるが、実際の寄席興行ではありえない事である。
- 基本的には収録時のままで放送するが、一部、編集でカットされている事もある。演目中で放送に不適切な表現があった場合には、演目後に「おことわり」として「番組中、一部放送に不適切な表現がございますが 演目のオリジナリティを尊重して そのまま放送致しました」と文字テロップで表示される事もある。現在は、毎週エンディングでこの旨が案内されている。
- 「真打昇進披露興行」での「真打昇進披露口上」の模様や、新真打の高座を放送する事もある。新真打のインタビュー時に、「真打昇進披露口上」の模様が放送される事もある。
- 番組の都合で、放送している高座の模様よりも以前に収録をしたが未放送だった物も、同日に放送される事も稀にある。
- 番組放送開始からは落語のみの放送。「色物」としての出演は、2005年5月23日（チバテレビ初回放送時）のあした順子・ひろしの「漫才」一組だけであった。2007年10月1日（チバテレビ初回放送時）には、林家二楽「紙切り」、2007年10月15日（チバテレビ初回放送時）には、柳家紫文「俗曲」の出演があり、11月放送分の（チバテレビ初回放送時）二席目は全て「色物」の放送だった。（ぴろき「ギタレレ漫談」、マグナム小林「バイオリン漫談」、玉川スミ「三味線漫談」、ロケット団「漫才」）
- その後不定期だが、「色物」も月に数回程度、二席目に放送される事も多くなっている。二席目は色物か、比較的若手の噺家がつとめることが多い。色物については、落語協会所属（ロケット団、ホンキートンクなど）または落語芸術協会所属（ナイツ、ぴろき等）者による漫才・漫談や、紙切りなどが現在も放送されている。

## ミニコーナー（インタビュー 及び お店紹介 他）
- 「ミニコーナー」は、不定期の放送、放送時間は3〜5分程度。「インタビュー」や「お店紹介」を放送。番組中放送される位置も不定。
- 番組放送初期には小笠原が「インタビュー」「お店紹介」等を全て担当。その後、2006年10月終わり頃よりは時折「お店紹介」を田代が担当。2007年以降はほぼ全てを田代が担当し、レギュラーになった。
- 「お店紹介」は、浅草演芸ホール付近にある、浅草らしい江戸情緒のあるお店や、美味しい食べ物のお店等を紹介。
- 番組放送初期には、小笠原が、浅草演芸ホールの楽屋内の紹介をした事もあった。小笠原と共に、落語家の古今亭菊之丞が出演し、浅草演芸ホール近くの落語家が良く行く「蕎麦屋」「居酒屋」の紹介や、古今亭菊之丞の行き付けの喫茶店の紹介もしていた。
- 落語協会主催の「圓朝まつり」や、落語芸術協会主催「芸協らくごまつり」の様子を収録して短く放送した事もある。内容は開催会場の模様や、模擬店担当の噺家さんの短いインタビューなど。
- 「インタビュー」は、主に楽屋内で行われ（稀に、浅草演芸ホール入り口前など）、楽屋内に障子風のパーティションで区切って収録している。番組初期には、楽屋内そのままで、楽屋入りしている演者も映っていた。当日、高座の模様が放送される大御所から新真打迄と様々。「真打昇進披露興行」の放送がある時には、「新真打単独」、「新真打複数名」、「師匠と新真打」で同時に出演してのインタビュー等もある。
- 2007年2月から「ミニコーナー」として田代が担当の、主に楽屋内で収録の『こだわりの逸品』（師匠のお宝拝見）。『教えて師匠〜』（視聴者からの投稿による、落語や落語家に関する質問にゲストの噺家が答える）が開始。
- 番組で、二席の放送回では一席目放送後のCM後に「ミニコーナー」が放送され、「インタビュー系」の時には、引き続いてインタビューに出演した演者の高座の模様が放送される事が多い。（稀に、CMを挟む事もある）又、「お店紹介」の時はCMを挟む事が多い。「お店紹介」部分の最後に、次に放送する演者の紹介がされて、そのまま演目放送になった事もある。
- 2008年10月から「ミニコーナー」として、『沙織のご指名』（田代と田代が好きな落語家とのインタビュー）が開始。
- 2009年5月からミニコーナーを再編し、田代がコスプレをしてインタビューする以下のコーナーが開始。
  - 『メイドのみやげ』 - メイド服姿で、落語家などのゲスト出演者に、「冥土の土産」と称し、ゲスト出演者に関連している（インタビューの話題内容にあった品物）と思われるプレゼントを持参する。
  - 『教えてくだチャイナ』 - チャイナ服姿で、田代が視聴者からの質問を落語家などのゲスト出演者に答えてもらう。
  - 『浅草セイフクしちゃえ〜』 - セーラー服などの女子高生の制服姿で、浅草界隈の店を紹介（征服）するコーナー。他にも、涼宮ハルヒの制服のコスプレで出演することもある。
- 2009年10月から「ミニコーナー」として上記に加え、以下のコーナーが開始。
  - 『初とうじょうでございます』 - 飛行機に搭乗するキャビンアテンダントの制服姿で、番組初登場のゲストにインタビューする。

## 特番

### 年末年越し特番
- 千葉テレビ放送
  - 2004年12月31日 22:00 - 02:00　「今年もやります！生放送 落語でめでたく歳トリましょう！ 浅草お茶の間寄席祭り」

司会は、小笠原聖。ゲストは、古今亭菊之丞他。出演者は、当時の千葉テレビのアナウンサーやキャスターなど数名。
「年越し番組」では、お馴染みの千葉県内各地の年末年始風景の中継など（清澄寺年越し行事生中継誕生寺初詣など）。
「浅草お茶の間寄席」で放送分からの「特選集」で六席、他にレギュラー放送では未放送分の一席を放送。
2代目古今亭寿輔「杉良」　柳家喬太郎「巣鴨の中心で愛を叫ぶ」　3代目柳家権太楼「掛け取り」（レギュラー放送では未放送分） 三遊亭若圓歌「桃太郎」　3代目昔昔亭桃太郎「結婚相談所」　2代目笑福亭鶴光「荒茶」　春風亭鯉昇（（収録、放送当時）現 瀧川鯉昇）「鰻屋」

### 新春スペシャル
2008年より毎年新年に放送されている。2009年までは制作局のチバテレのみで放送していたが、2010年よりはレギュラー放送されている放送局全てと、レギュラー放送以外の幾つかの放送局でも放送されている。
2013年以降は、独立局（東名阪ネット6・5いっしょ3ちゃんねる加盟局）及び静岡第一テレビ（日本テレビ系）の9局では必ず放送していて、後述する2016年ではネット局が大幅に拡大されたが、その後ネット局は毎年減少傾向にある。2018年までは、過去に放送された高座（基本的に3席）の再放送であったが、2019年以降はチバテレ本社で新規収録を行っていて、ナイツの漫才を含めた3席で構成されている。
- 2008年
  - 2008年1月3日 10:00 - 11:55　「初春 浅草お茶の間寄席」チバテレ
  - サブタイトルは「視聴者の方からもう一度みせて〜！というリクエストにお応えして、大爆笑の高座をお届け」
  - 演目は、林家たい平「湯屋番」　三遊亭歌之介「幕末龍馬伝」　3代目昔昔亭桃太郎「柳昇物語」　三遊亭小遊三「山梨の黒人」　3代目柳家権太楼「笠碁」（2007年に放送された演目からの放送）
  - 案内役：田代沙織（番組オープニングとエンディングのプレゼント告知のみ出演）

- 2009年
  - 2009年1月1日 11:00 - 12:25　「初春 浅草お茶の間寄席」チバテレ
  - 2009年1月4日 7:00 - 8:25　（再放送）チバテレ
  - サブタイトルは「これまで放送した作品の中から選りすぐりの寄席を大特集！！抱腹絶倒間違いなし！！粋な気分も味わってみてはいかが？今年の初笑いは、初春浅草お茶の間寄席セレクションで決まり☆」
  - 演目は、3代目昔昔亭桃太郎「やかん」　ナイツ「漫才」　三遊亭歌之介「母のアンカ」　3代目柳家権太楼「天狗裁き」（2008年に放送された演目からの放送）
  - 案内役：田代沙織　ゲスト：桂歌春
  - 番組中、演目放送の合間に、楽屋内で、2008年に「お店紹介」で放送された「沙織の浅草グルメ ベスト3」を発表して実際に食べたり、鍋を摘みながら次に放送する演者の短い話題等。

- 2010年
  - 2010年1月1日 12:30 - 13:25　「新春 笑う門には福来るスペシャル 浅草お茶の間寄席」チバテレ
  - 2010年1月2日 8:00 - 8:55　「新春 笑う門には福来るスペシャル 浅草お茶の間寄席」三重テレビ
  - 2010年1月2日 14:00 - 14:55　「新春 笑う門には福来るスペシャル 浅草お茶の間寄席」テレ玉
  - 2010年1月3日 0:30 - 1:25　（再放送）チバテレ
  - 2010年1月3日 8:05 - 9:00　「新春 笑う門には福来るスペシャル 浅草お茶の間寄席」とちテレ
  - 演目は、瀧川鯉昇「千早振る」　3代目柳家権太楼「火焔太鼓」（2009年に収録されレギュラー放送では未放送のものからの放送）
  - 案内役：田代沙織　ゲスト：瀧川鯉昇（番組冒頭に新年の挨拶程度）

- 2011年
  - 2011年1月1日 7:30 - 8:25　「初春 笑う門には福来るスペシャル 浅草お茶の間寄席」テレ玉
  - 2011年1月1日 12:30 - 13:25　「初春 笑う門には福来るスペシャル 浅草お茶の間寄席」チバテレ
  - 2011年1月2日 7:30 - 8:25　「初春 笑う門には福来るスペシャル 浅草お茶の間寄席」三重テレビ
  - 2011年1月2日 12:30 - 13:25　「初春 笑う門には福来るスペシャル 浅草お茶の間寄席」とちテレ
  - 2011年1月2日 16:00 - 16:55　「初春 笑う門には福来るスペシャル 浅草お茶の間寄席」群馬テレビ
  - 2011年1月3日 6:05 - 6:55　「初春 笑う門には福来るスペシャル 浅草お茶の間寄席」静岡第一テレビ
  - 演目は、柳家喬太郎「ちりとてちん」　ナイツ「漫才」　3代目昔昔亭桃太郎「金満家族」（2010年に収録され放送された演目からの放送）

今回、案内役の出演はなし。
- 2012年
  - 2012年1月1日 7:00 - 7:55 「初春 笑う門には福来るスペシャル 浅草お茶の間寄席」チバテレ
  - 2012年1月1日 11:00 - 11:55　「初春 笑う門には福来るスペシャル 浅草お茶の間寄席」サンテレビ
  - 2012年1月1日 14:55 - 15:50　「初春 笑う門には福来るスペシャル 浅草お茶の間寄席」三重テレビ
  - 2012年1月1日 16:00 - 16:55　「初春 笑う門には福来るスペシャル 浅草お茶の間寄席」とちテレ
  - 2012年1月3日 6:05 - 6:55 「初春 笑う門には福来るスペシャル 浅草お茶の間寄席」静岡第一テレビ
  - 2012年1月3日 12:00 - 12:55 「初春 笑う門には福来るスペシャル 浅草お茶の間寄席」テレ玉
  - 2012年1月4日 15:00 - 15:55 「初春 笑う門には福来るスペシャル 浅草お茶の間寄席」群馬テレビ
  - 演目は、3代目昔昔亭桃太郎「やかん」　ナイツ「漫才」　三遊亭笑遊「片棒」（反響の大きかった高座をピックアップ）

- 2013年
  - この年より、チバテレを含めた東名阪ネット6・5いっしょ3ちゃんねる各局、静岡第一テレビの合計9局ネットとなっている（以降、ネット局数が多いため局毎の放送時間は割愛）。
  - 演目は、瀧川鯉昇「時そば 蕎麦処ベートーベン」　ナイツ　三遊亭小遊三「置き泥」（反響の大きかった高座をピックアップ）
  - tvk・KBS京都は新春特番初放送となる。

- 2014年
  - 演目は、3代目昔昔亭桃太郎、古今亭菊之丞、ナイツ（反響の大きかった高座をピックアップ）

- 2015年
  - 演目は、春風亭百栄「露出さん」、柳家権太楼「町内の若い衆」、瀧川鯉昇「鰻屋」（反響の大きかった高座をピックアップ）

- 2016年[4]
  - これまでは原則チバテレを含めた東名阪ネット6各局・5いっしょ3ちゃんねる各局・静岡第一テレビの9局ネットであったが、大幅にネット局が拡大され、全国28局ネットで放送（各局放送時間は異なる）。放送局は、北から次のとおり。
    - 青森放送、秋田放送、テレビユー山形、福島中央テレビ、群馬テレビ、とちぎテレビ、テレビ埼玉、千葉テレビ放送（制作局）、TOKYO MX[5]、テレビ神奈川、テレビ山梨、静岡第一テレビ、テレビ新潟、テレビ金沢、福井テレビジョン放送、岐阜放送、三重テレビ放送、KBS京都、テレビ和歌山、サンテレビジョン、日本海テレビジョン放送（鳥取県・島根県）、山口放送、四国放送（徳島県）、高知放送、長崎放送、テレビ熊本、鹿児島讀賣テレビ、琉球放送
    - 独立局は、関東地方ではTOKYO MXを含め全局で放送される。独立局ではびわ湖放送、奈良テレビ放送での放送がない。

  - 演目は、桂歌丸、春風亭百栄、ナイツ（反響の大きかった高座をピックアップ）

- 2017年
  - 演目は、柳家喬太郎「ハンバーグができるまで」、三遊亭遊雀「十徳」（反響の大きかった高座をピックアップ）

- 2018年
  - 演目は、三遊亭小遊三「粗忽の釘」、ナイツ「漫才」、ぴろき「ウクレレ漫談」（反響の大きかった高座をピックアップ）

- 2019年
  - 前述のとおり、この年から過去の高座の再放送ではなく、チバテレ本社にて新録したものを放送。
  - 演目は、ナイツ「漫才」、ザ・ニュースペーパー「コント」、桂竹丸「西郷物語」

- 2020年
  - 演目は、ナイツ「漫才」、三遊亭笑遊「やかん」、三遊亭遊雀「初天神」

- 2021年
  - 演目は、ナイツ「漫才」、桂歌春「時そば」、柳亭小痴楽「一目上がり」

- 2022年[6]
  - 演目は、ナイツ「漫才」、ロケット団「漫才」、ねづっち「漫談」。新春特番では初めて、落語が1つもない構成となっている。

- 2023年[7]
  - 演目は、ナイツ「2022年時事ネタ漫才」、桂文治「平林」[8]、瀧川鯉昇「粗忽の釘」。落語は2021年以来の復活。

- 2024年
  - 演目は、ナイツ「漫才」、三遊亭遊雀「替り目」、春風亭昇也「庭蟹」

### 追悼特番
2018年8月5日放送は、同年7月2日に死去した桂歌丸の追悼特番として放送した。なお、2018年8月5日の前は高校野球期間に伴う長期休止であったため、告別式から1か月後のタイミングでの放送となった。
同年7月11日に妙蓮寺で執り行われた告別式の様子と、告別式に参列した桂歌春（総領弟子）、3代目桂枝太郎（歌丸の最後の弟子）へのインタビューを冒頭で放送。その後で、生前に当番組で過去に放送された2席（鍋草履・後生鰻）を放送した。

## ネット局

### 現在の放送局
| 放送対象地域 | 放送局                            | 系列   | 放送時間                                                | 放送期間        | 備考 |
| ------------ | --------------------------------- | ------ | ------------------------------------------------------- | --------------- | --- |
| 千葉県       | 千葉テレビ放送（チバテレ） 制作局 | 独立局 | 毎週日曜日 18:05 - 19:00 毎週土曜日 18:05 - 19:00（再） | 2004年4月5日 -  | 毎年7月（高校野球期間）、およびジェフユナイテッド市原・千葉のサッカー中継がある場合の本放送は、日曜日の別時間帯に移動 その他、雨傘番組として放送されるケースがあった。 |
| 栃木県       | とちぎテレビ（とちテレ）          | 独立局 | 毎週土曜日 12:00 - 12:55                                | 2006年4月 -     | |
| 三重県       | 三重テレビ放送                    | 独立局 | 毎週水曜日 19:00 - 19:55                                | 2011年9月22日 - | レギュラー放送開始前より、新春特番のみは放送実績あり |

### 放送終了
| 放送対象地域 | 放送局               | 系列   | 放送時間                 | 放送期間                     | 備考 |
| ------------ | -------------------- | ------ | ------------------------ | ---------------------------- | --- |
| 埼玉県       | テレビ埼玉（テレ玉） | 独立局 | 毎週日曜日 16:00 - 16:55 | 2023年4月9日 - 2023年9月3日  | 2023年にレギュラー放送を実施。スポーツ中継や通販番組による休止あり。 新春特番はレギュラー放送開始前2010年から2023年まで毎年放送されたが、レギュラー放送終了後の2024年は放送なし。 |
| 神奈川県     | テレビ神奈川（tvk）  | 独立局 | 毎週日曜日 12:00 - 12:55 | 2004年4月7日 - 2024年3月31日 | 2012年まで、レギュラー放送局の中でtvkのみ新春特番の放送がなかった |

### 新春特番のみ毎年放送
2016年の全国ネット以前より定期的に放送している局を記載。
- 群馬テレビ（群テレ） - 2011年より毎年放送。過去には不定期にレギュラー放送を遅れネットすることもあった。
- 静岡第一テレビ - 2011年より毎年放送。
- サンテレビジョン - 2012年より毎年放送。過去には2010年8月1日の13:00 - 13:55に単発で放送があった。2018年9月16日16:30 - 17:25 桂歌丸の追悼特別番組放送。
- KBS京都 - 2013年より放送。過去には2007年の年末（12月29日-12月31日）に、年末の特別編成で集中放送されたことがあるなど、単発放送の実績があった。